# Кузьма Мінін

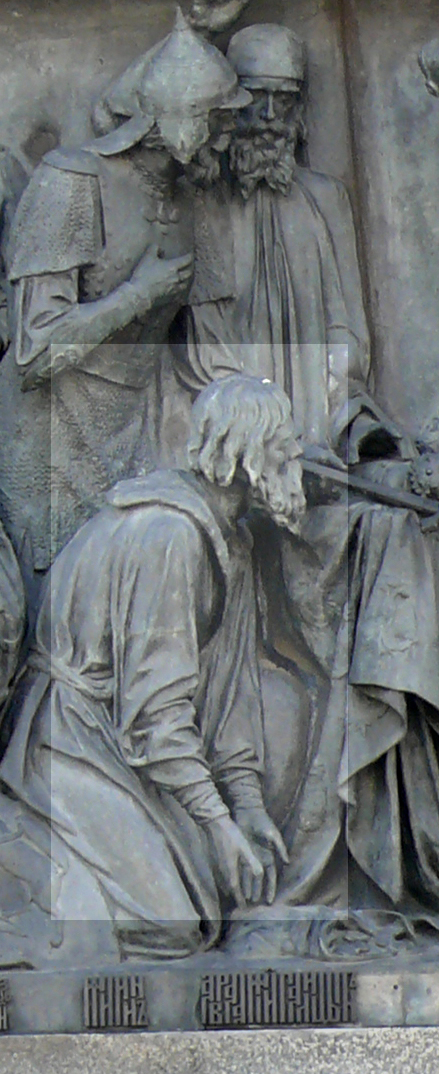
Кузьма Мінін на Пам'ятнику «1000-річчя Росії» в Великому Новгороді

Кузьма Мінін (повне ім'я Кузьма Мініч Захар'єв Сухорукий; близько 1570 — 21 травня 1616) — російський національний герой, організатор і один з керівників Земського ополчення 1611–1612 років під час боротьби Московії проти польської та шведської інтервенцій.